# Vitali Holiuk
Vitali Holiuk –en ucraniano, Віталій Голюк– (19 de abril de 1991) es un deportista ucraniano que compite en piragüismo en la modalidad de aguas tranquilas. Ganó una medalla de plata en el Campeonato Mundial de Piragüismo de 2014, en la prueba de C1 4 × 200 m.

## Palmarés internacional
| Campeonato Mundial | Campeonato Mundial | Campeonato Mundial | Campeonato Mundial |
| Año                | Lugar              | Medalla            | Competición        |
| ------------------ | ------------------ | ------------------ | ------------------ |
| 2014               | Moscú (Rusia)      | Medalla de plata   | C1 4 × 200 m       |